# Pseudobolodon
Pseudobolodon is een geslacht van kleine uitgestorven zoogdieren die leefden in het Laat-Jura. Fossiele overblijfselen bestaan uit zeven kaken die gevonden zijn in de Guimarota-lagen.

## Naamgeving
De typesoort Pseudobolodon oreas werd in 1977 door Gerhard Hahn benoemd. De geslachtsnaam betekent 'onechte Bolodon'. De naam was al in 1969 gepubliceerd maar als een nomen nudum. De soortaanduiding betekent 'bergnymf'. Het holotype is  V. J. 397-155, een linkeronderkaak gevonden in de Guimarotamijn uit het Kimmeridgien (Laat-Jura) van Portugal. Drie verdere kaakbeenderen en een schedel werden ook in Guimarota gevonden. In 1977 benoemde Hahn ook een tweede soort: Pseudobolodon dryas, 'de bosnymf'. Het holotype is V.J. 399-155, een rotsbeen en rechterbovenkaak.
De soort Pseudobolodon robustus werd in 1978 door Hahn benoemd maar is in 1993 het nieuwe geslacht Meketibolodon geworden.
De soort Pseudobolodon krebsi werd in 1994 benoemd door G. Hahn en Renate Hahn. De soortaanduiding eert Bernard Krebs. Het holotype is V.J. 447-155, een schedel.

## Beschrijving
Tussen het bovenkaaksbeen en premaxilla bevindt zich een klein driehoekig bot dat wellicht homoloog is aan de septomaxilla van basale Synapsida. Het is heel gebruikelijk bij basale tetrapoden zoals 'amfibieën' en reptielen, maar het is meestal afwezig bij zoogdieren (Hahn & Hahn 2000, p. 98). De premaxilla is het voorste deel van de maxilla, terwijl de eigenlijke maxilla het laterale deel is. Net als andere bestaande zoogdieren bezit de mens deze septomaxilla niet.

## Fylogenie
Pseudobolodon behoorde tot de meest basale leden in de orde van de Multituberculata. Pseudobolodon is opgenomen in de onderorde van Plagiaulacida en in de onderfamilie Paulchoffatiinae (familie Paulchoffatiidae). Het deelde zijn leefgebied met de dinosauriërs.